# L.A. (Light Album)
L.A. (Light Album) es el vigesimotercer álbum de estudio de The Beach Boys. Fue lanzado al mercado en 1979 y es el último de la década de 1970 y el primero con CBS Records, aunque aún ellos tenían contrato con Brother Records, su gerente, el antiguo productor de James William Guercio tenía su discográfica, Caribou Records, esta y con Brother distribuyeron el álbum.
Fue producido por James William Guercio y Bruce Johnston, que había abandonado la banda a principios de 1972. Bruce fue traído como productor ya que era claro que en el estado en que se encontraba Brian por su adicción a las drogas no era el apto para producir el álbum. Bruce se mantuvo con The Beach Boys desde ese entonces hasta la actualidad.

## Historia
A pesar de un nuevo contrato de $ 8 millones con CBS Records que pide que Brian Wilson escriba y produzca el 75% de las canciones en cada nuevo álbum, sus contribuciones a L.A. (Light Album) son mínimas. Su presencia en el álbum como vocalista solo se ha confirmado en una canción, "Angel Come Home" donde hizo de voz de apoyo, aunque probablemente tocó el piano en el sencillo "Good Timin'", que fue coescrito por él con su hermano Carl, pero los orígenes de la grabación se remonta a cinco años antes, "Lady Lynda" (canción compuesta por Al Jardine) es un homenaje a su esposa Lynda Jardine. Después de su divorcio, la canción fue reescrita como "Lady Liberty", en referencia a la Estatua de la Libertad, la música de la introducción proviene del coral "Jesús, alegría de los hombres" de Johann Sebastian Bach, interpretada en un clavecín por Sterling Smith, "Here Comes the Night" es una versión disco de la canción editada en Wild Honey varios años atrás. Cuando era interpretada en vivo -la versión disco- los fanáticos la recibían con bastante agresividad, por lo que el grupo la retiró de sus actuaciones, Sumahama fue una canción compuesta por Mike Love con aires japoneses, este tema también se lanzó como sencillo.
Hubo canciones que no se incluyeron en este álbum como "California Feelin'" (compuesto por Brian) en cual fue descartada, esta canción permaneció inédita por muchos años hasta la publicación de Made in California, una compilación de antología que abarca la carrera del grupo desde 1962 hasta 2012, en cual fue lanzado en 2013, "Constant Companion" (canción compuesta por Dennis) se grabó también durante las sesiones y también fue mezclado, aunque terminó siendo igual descartado del listado final del álbum, Dennis tenía la intención de lanzar un segundo álbum solista de nombre Bambu, fue cancelado por la carencia de finanzas y las distracciones de The Beach Boys. Dos canciones de Bambu que Dennis incluyó para L.A. (Light Album) fueron "Love Surrounds Me" y "Baby Blue", siendo este álbum el último en incluir canciones compuestas por Dennis, en cuanto a Bambu el segundo trabajo como solista de Dennis se publicó oficialmente de forma póstuma en 2017.
"Shortenin' Bread" era un tema tradicional que se grabó inicialmente para Adult Child (un álbum inédito del grupo que se tenía planeado lanzar en 1977), pero se realizó una nueva grabación para L.A. (Light Album), canciones como "Lady Lynda" o "Good Timin'" fueron compuestas y grabadas parcialmente con anterioridad.

## Críticas
Aunque Brother Records todavía estaba en operaciones al momento de la publicación del álbum, el mánager de la banda, el exproductor James William Guercio de Chicago, con su propio sello discográfico, Caribou Records, difundió el álbum en conjunto con Brother. L.A. (Light Album) alcanzó el puesto n.º 100 en los Estados Unidos y el n.º 32 en el Reino Unido.
Desde su publicación, L.A .(Light Album) recibió críticas generalmente negativas. Dave Marsh de la revista Rolling Stone declaró que, "The Beach Boys no han hecho buena música rock desde Wild Honey [y no han] hecho música pop competente desde Holland." Llegando a la conclusión de que el álbum "es peor que algo horrible. Es irrelevante". El escritor John Bush de Allmusic declaró: "The Beach Boys terminó la década editando el peor álbum de su carrera", y describe el álbum como "un intento más excéntrico por empujar a la banda en la corriente contemporánea a pesar de sus grandes efectos de composición y producción".

## Lista de canciones
| Lado A |                                                               |                     |          |  |
| N.º    | Título                                                        | Vocalista principal | Duración |  |
| 1.     | «Good Timin'» (Brian Wilson y Carl Wilson)                    | Carl Wilson         | 2:12     |  |
| 2.     | «Lady Lynda» (Al Jardine y Ron Altbach)                       | Al Jardine          | 3:58     |  |
| 3.     | «Full Sail» (Carl Wilson y Geoffrey Cushing-Murray)           | Carl Wilson         | 2:56     |  |
| 4.     | «Angel Come Home» (Carl Wilson y Geoffrey Cushing-Murray)     | Dennis Wilson       | 3:39     |  |
| 5.     | «Love Surrounds Me» (Dennis Wilson y Geoffrey Cushing-Murray) | Dennis Wilson       | 3:41     |  |
| 6.     | «Sumahama» (Mike Love)                                        | Mike Love           | 4:30     |  |

| Lado B |                                                          |                             |          |  |
| N.º    | Título                                                   | Vocalista principal         | Duración |  |
| 1.     | «Here Comes the Night» (Brian Wilson y Mike Love)        | Carl Wilson y Al Jardine    | 10:51    |  |
| 2.     | «Baby Blue» (Dennis Wilson, Gregg Jakobson y Karen Lamm) | Carl Wilson y Dennis Wilson | 3:25     |  |
| 3.     | «Goin' South» (Carl Wilson y Geoffrey Cushing-Murray)    | Carl Wilson                 | 3:16     |  |
| 4.     | «Shortnin' Bread» (arreglada por Brian Wilson)           | Carl Wilson y Dennis Wilson | 2:49     |  |

## Créditos

### Músicos de sesión
- Ed Carter: guitarra y bajo eléctrico
- Carlos Muñoz: piano
- Bobby Figueroa: batería
- Sterling Smith: clavicordio
- Phil Shenale: sintetizador
- Bruce Johnson: piano
- Jim Guercio: bajo
- Gary Mallaber: batería
- Rotchie Zito: guitarra
- Mke Baird: batería
- Bob Esty: sintetizador
- Wah Wah Watson: guitarra
- Joe Chemay: bajo
- Steve Foreman: percusión
- Victor Feldman: percusión
- Chuck Leary, Greg Venable, Jeff Guercio, John Hanlon: Ingenieros de grabación[5]